# Kleiner Rettenstein
De Kleiner Rettenstein is een 2216 meter hoge berg in Oostenrijk, deelstaat Tirol. De berg maakt deel uit van de Kitzbüheler Alpen en ligt net ten noordoosten van zijn "grotere broer", de Großer Rettenstein.